# Karolina Kovač
Karolina Kovač (* 8. Dezember 1984) ist eine kroatische Sängerin aus Bietigheim-Bissingen. Sie ist unter dem Künstlernamen LEAN tätig.

## Biographie
Im Jahr 2009 veröffentlichte Karolina Kovač ihr erstes Soloalbum Lockstoff. Im Jahr 2014 wurde ihr der Domovnica 2014/Heimatpreis 2014 in der Kategorie Gesang weiblich verliehen. Eine weitere Preisträgerin war u. a. Mimi Fiedler in der Kategorie Schauspiel weiblich.